# Логовище
Ло́говище (бел. Логавішча) — деревня в Негорельском сельсовете Дзержинского района Минской области. Расположена в 20 километрах от Дзержинска, в 9 километрах от железнодорожной станции Негорелое и в 56 километрах от Минска.

## История
Известна со второй половины XVI — начала XX века, как деревня в составе Минского уезда в Койдановской волости. В 1897 году проживали 227 жителей, насчитывалось 27 дворов, в одноимённом имении было 4 двора и 40 жителей. В 1917 году — 40 дворов и 264 жителя, в имении — 22 жителя, в то время в деревне стала действовать школа.
С 9 марта 1918 года в составе провозглашённой Белорусской Народной Республики, однако фактически находилась под контролем германской военной администрации. С 1 января 1919 года в составе Советской Социалистической Республики Белоруссия, а с 27 февраля того же года в составе Литовско-Белорусской ССР, летом 1919 года деревня была занята польскими войсками, после подписания рижского мира — в составе Белорусской ССР.
С 20 августа 1924 года в составе Негорельского сельсовета, который был в 1932—1936 годах национальным польским сельсоветом Койдановского (затем переименованного в Дзержинский) района Минского округа. С 1937 года — в составе Минского района, с 1939 года вновь в составе Дзержинского района Минской области. В 1926 году насчитывалось 57 дворов, проживал 261 житель, на хуторе Логовище — был 1 двор и 7 жителей. Действовала начальная школа, которая размещалась в национализированном в 1922 году помещении. В 1925 году в школе учились 62 ученика, работали 2 преподавателя. В 1930-е сельчане объединились в колхоз «Победа», который обслуживала Негорельская машинно-тракторная станция.
В Великую Отечественную войну деревня была оккупирована немецкими захватчиками с 28 июня 1941 года по 7 июля 1944 года, на фронте погибли 16 жителей.
В послевоенные годы, деревня была центром колхоза «Россия», в 1991 году тут проживали 275 человек, насчитывалось 97 дворов. По состоянию на 2009 год, деревня — центр филиала «Логовищенский».

## Инфраструктура
В деревне имеется заготовительная бригада, ремонтные мастерские, ферма, фельдшерско-аккушерский пункт, отделение связи и магазин. Сама же деревня также расположена на автодороге Р68 (Энергетиков — Узда — Валерьяны).

## Население
| Численность населения (по годам) | Численность населения (по годам) | Численность населения (по годам) | Численность населения (по годам) | Численность населения (по годам) | Численность населения (по годам) | Численность населения (по годам) |
| 1897                             | 1917                             | 1926                             | 1999                             | 2004                             | 2010                             | 2017                             |
| -------------------------------- | -------------------------------- | -------------------------------- | -------------------------------- | -------------------------------- | -------------------------------- | -------------------------------- |
| 227                              | ↗ 264                            | ↘ 261                            | ↗ 287                            | ↘ 247                            | ↗ 263                            | ↘ 191                            |
| 2018                             | 2020                             | 2022                             |                                  |                                  |                                  |                                  |
| ↗ 199                            | ↗ 200                            | ↘ 198                            |                                  |                                  |                                  |                                  |

## Улицы
- Старая улица (бел. Старая вуліца);
- Новая улица (бел. Новая вуліца);
- Школьная улица (бел. Школьная вуліца);
- Молодёжная улица (бел. Маладзёжная вуліца);
- Скоробогатова улица (бел. Скарабагатава вуліца);
- Центральная улица (бел. Цэнтральная вуліца).